# Kenny Smith
Kenneth „Kenny” Smith (ur. 8 marca 1965 w Nowym Jorku) – amerykański koszykarz, obrońca, dwukrotny mistrz NBA, mistrz świata, obecnie komentator i analityk koszykarski.
W 1983 wystąpił w meczu gwiazd amerykańskich szkół średnich - McDonald’s All-American.
W sezonie 1987/1988 zajął ex aequo drugie miejsce w głosowaniu na debiutanta roku NBA.

## Osiągnięcia
NCAA
- Uczestnik rozgrywek:
  - Elite Eight turnieju NCAA (1985, 1987)
  - Sweet Sixteen turnieju NCAA (1984–1987)
- Mistrz sezonu regularnego konferencji Atlantic Coast (ACC – 1984, 1985, 1987)
- Koszykarz Roku NCAA według Basketball Times (1987)
- Wybrany do:
  - I składu:
    - All-American (1987)[5]
    - ACC (1987)

  - II składu ACC (1985, 1986)

NBA
- 2-krotny mistrz NBA (1994-1995)[1]
- Wybrany do I składu debiutantów NBA (1988)[6]
- Zwycięzca konkursu Shooting Stars podczas NBA All-Star Weekend (2010)[7]
- 3-krotny uczestnik konkursu wsadów podczas NBA All-Star Weekend (1990-1991, 1993), finalista konkursu z 1990[8].
- Lider play-off w skuteczności rzutów wolnych (1996)[9]

Reprezentacja
- Mistrz świata (1986)[2]